# Trubkotlamka skvrnitá
Trubkotlamka skvrnitá (Aulostomus maculatus) je ryba z třídy paprskoploutvých. Má protáhlé tělo (v dospělosti o délce 40 až 80 centimetrů) a žije v hloubce 0,5 až 30 metrů. Často pluje ve svislé poloze, když se snaží splynout se svislými korály.